# Смогири
Смогири́ — деревня в Смоленской области России, в Кардымовском районе. Население — 25 жителей (2007 год). Расположена в центральной части области в 15 км к северу от Кардымова, у автодороги М1 «Беларусь», в 15 км к западу от Ярцева. Входит в состав Каменского сельского поселения.

## История
В 1859 году во владельческой деревне при реке Смогорянка 3 двора и 28 жителей. В 1904 году деревня Присельской волости Духовщинского уезда — 1 двор. 11 жителей, мельница, мелочная лавка.

## Экономика
- Магазины
- Радиотелепередающая станция на базе мачты высотой 350 м (самое высокое сооружение в области)

## Достопримечательности
- Памятник архитектуры: Никольская церковь, XIX век. Бесстолпная одноглавая церковь в русском стиле построена на деньги генерал-майора  Ф.С. Ракеева в 1894 году по проекту архитектора А. А. Парланда.[1]
- Памятник казакам, сражавшимся на Смоленщине в 1812 и в 1941—1943 годах.